# Kitimat
Kitimat – miasto w Kanadzie (Kolumbia Brytyjska).
Liczba mieszkańców w 2003 roku wynosiła ok. 10 tys. W mieście wielka huta aluminium, a w jego pobliżu hydroelektrownia Kemano (856 MW).